# Бурірам
Бурірам (Thai: บุรีรัมย์, [bū.rīː rām], дослівно «місто щастя») — місто та провінція в краю Ісаан на сході Таїланду.

## Географія
Знаходиться за 410 км на північний схід від Бангкок.

## Історія
Провінція Бурірам була частиною Кхмерської імперії. Центр міста обнесений широким ровом, заповненим водою, що зараз частково засипаний у північній частині, а частково перетворений на озеро з широкими набережними.

## Туризм

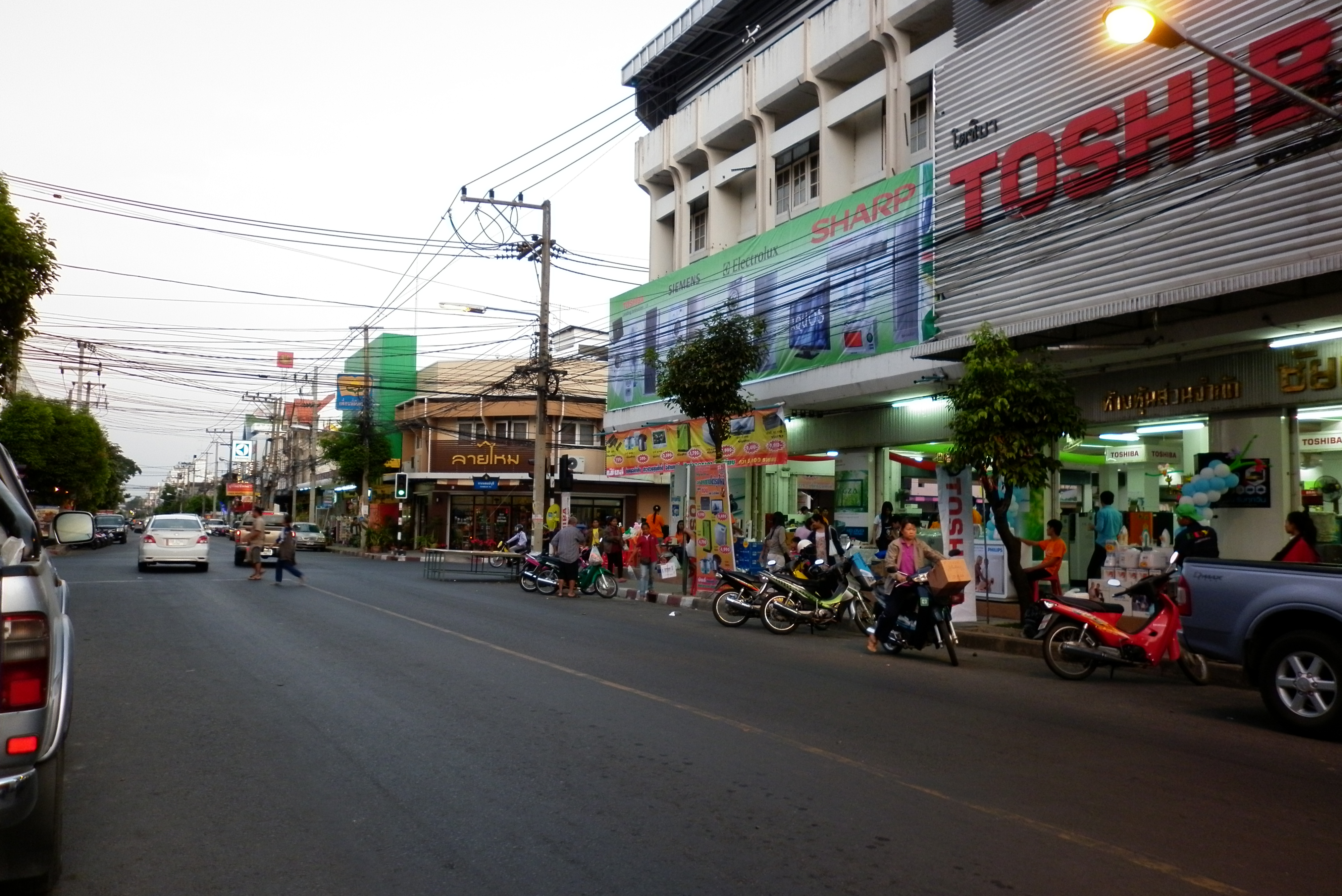
Вулиця в місті ввечері

Наразі в провінції за 60 км від міста збереглися храми Пханомрунг (тай. พนมรุ้ง) та Прасат Муанг Там (тай. เมืองต่ำ).
На території Бурірамського Раджабад Університету (Buriram Rajabhat University) знаходиться експозиція музей — «Культурний центр нижнього Ісаану» з якісною експозицією артефактів.

Біля міста знаходиться згаслий вулкан з великою позолоченою статуєю Будди. Увесь вулкан і сусіднє водоймище належить до «Лісового парку Кхао Крадонг».

На перехресті траси до міста Накхон Ратчасіма стоїть великий пам'ятник королю Рамі I. Скульптура зображує короля на бойовому слоні в обладунках.

У центрі міста збудований великий пранг.

## Транспорт
У місті є автобусна станці, залізничний вокзал та аеропорт.

## Спорт
На південній окраїні міста збудований сучасний стадіон i-Mobile футбольного клубу «Бурірам Юнайтед».